# Mr. Brain
Mr. Brain è un dorama stagionale primaverile in 8 puntate di TBS mandato in onda nel 2009.

## Trama
Ryusuke è uno strano ma geniale neuroscienziato che lavora per l'istituto nazionale di ricerche della polizia scientifica. Con una sua particolarissima prospettiva ed un profondo acume psicologico, si ritrova a dover affrontare e tentar di risolvere i crimini e gli scandali più sconcertanti e difficoltosi che giungono all'attenzione dell'opinione pubblica. 
Si trova in questo modo davanti ad una sfida personale con le menti criminali più contorte ma contemporaneamente anche più brillanti: ma le notevoli eccentricità ed idiosincrasie del nostro eroe a volte finiscono anche per aggravar la situazione, giungendo a complicar ulteriormente le cose.

## Protagonisti
- Takuya Kimura - Tsukumo Ryusuke
- Haruka Ayase - Yuri Kazune
- Hiro Mizushima - Hayashida Toranosuke
- Teruyuki Kagawa - Tanbara Tomomi
- Mao Daichi - Sasa Miharu
- Yuji Tanaka - Natsume Mitsuo
- Tortoise Matsumoto - Nanba Jotaro
- Sei Hiraizumi Funaki Junpei
- Osamu Shitara - Kanda Junichi
- Shigenori Yamazaki - Ochi Koichi
- SHIHO as Mariko
- Yukina Kinoshita - the cleaning lady
- Shunya Isaka (井坂俊哉) - Namikoshi Katsumi
- Yasufumi Hayashi - Iwabuchi Kiyoshi
- Katsuya Kobayashi (小林克也) - Seta Ippei

### Star ospiti
- Ebizo Ichikawa - Takei Kohei (ep1,7-8)
- Tetta Sugimoto - Kojima Hideki (ep1,3,7)
- Masanobu Takashima - Doi Kenzo (ep1)
- Yūsuke Santamaria - Funada Tsutomu (ep1)
- Keiko Toda - the host club customer (ep1)
- Ryōko Hirosue (ep1)
- Kotaro Shiga - Tsuchida Goichi (ep1)
- Kanji Tsuda - Komine Kazuhiko (ep1)
- Ryohei Abe - un membro yakuza (ep1)
- Gackt as Takegami Teijiro (ep2)
- Koyuki Katō - Miyase Kumiko (ep2)
- Yutaka Matsushige - Kishikawa Seiji (ep2)
- Satoshi Jinbo - Tsumura Shusuke (ep2)
- Hiroaki Fukui - Takada Hidekazu (ep2)
- Yusuke Hirayama - Goto Hideki (ep2)
- Hideo Ishiguro - Sugiyama Kozo (ep2)
- Yosuke Kawamura - un detective (ep2,5)
- Hiroyuki Onoue - uno dei membri del club criminale (ep2-3,5,7-8)
- Kazuya Kamenashi - Wakui Masakazu (ep3)
- Saki Aibu - Goto Megumi (ep3)
- Koichi Mantaro as Dr. Chihara (ep3)
- Hiroyuki Hirayama - Araki Akio (ep3)
- Toru Shinagawa - Hyuga Shinichi (ep3)
- Tatsuhito Okuda (ep3)
- Takeru Satō - Nakagawa Masaru (ep4-5)
- Tae Kimura - Nakagawa Jun (ep4-5)
- Hideki Togi - Yagi Hitoshi (ep4-5)
- Yuya Takaya (貴山侑哉) - Kinoshita Shoji (ep4)
- David Itō - Nishizaki Minoru (ep5)
- Yukie Nakama - Akiyoshi Kanako (ep5-6)
- Itsumi Osawa (大沢逸美) - Matsushita Yuriko (ep5-6)
- Shinji Rokkaku - Aoyama Koichi (ep5-6)
- Yo Yoshida - Sakamoto Ryoko (ep5-6)
- Takaya Kamikawa - Kitazato Yosuke (ep7-8)
- Ken Mitsuishi - Aizawa Yoshiyuki (ep7-8)
- Akira Hamada - Ozaki Kohei (ep7-8)
- Kazuma Suzuki - Ozaki Shinichiro (ep7-8)
- Koji Shimizu - Kikuchi Daijiro (ep7-8)
- Takeshi Obayashi - Kawase Yozo (ep7-8)
- Meikyo Yamada - Tsuda Yoshikazu (ep7-8)
- Tsuyoshi Hayashi (ep7)
- Shingo Katori - a hijacker (ep8)

## Episodi
1. An Unprecedented Neuroscientific Mystery Activates! Eccentric Neuroscientist vs. Serial Demonic Terrorist! Teleportation by Brain Usage?
2. Eccentric Neuroscientist vs. Beautiful Revived Ghost! People Can Be Resurrected via Brain Training?
3. Invisible Man Setting Up Serial Murders! Brain Training Exposes The Transparent Riddle
4. Eccentric Neuroscientist vs. Prodigal Pianist! A Skeletal Corpse Can Be Resurrected via Playing Cards?
5. Eccentric Neuroscientist vs. Beautiful Woman With A Split Personality! The Conclusion is an Epiphany?
6. Eccentric Neuroscientist vs. The Tragic Multiple Personality Trick! Brain Training is a Lie Detector?
7. Last Chapter ~ Eccentric Neuroscientist vs. Strongest Left-Brained Man! A Time Bomb Within the Brain
8. Conclusion ~ Farewell To Our Favorite Eccentric Neuroscientist! The Final Brain Training is the Method of a Smile